# La Femme à l'écharpe pailletée
Pour plus de détails, voir Fiche technique et Distribution.
La Femme à l'écharpe pailletée (titre original : The File on Thelma Jordon) est un film américain réalisé par Robert Siodmak, sorti en 1949.

## Synopsis
Cleve Marshall, adjoint au procureur général, noie dans l’alcool ses déboires conjugaux dans un bureau de police de Los Angeles dans l’attente de son ami, l’inspecteur Scott. Il y rencontre une étrange femme, portant autour du cou une écharpe pailletée, Thelma Jordon. La jeune femme, le prenant pour un officier de police, lui signale des tentatives de cambriolages chez sa vieille tante fortunée. Marshall fini par emmener Thelma au restaurant et succombe à son charme. Elle est séparée de son mari Tony Laredo, truand notoire, et après un passé tumultueux s’est réfugiée chez sa tante. Les deux amants se rencontrent en cachette, lorsqu'un soir Thelma téléphone à Marshall pour lui annoncer que sa tante vient d’être assassinée. 
Aveuglé par son amour et sachant qu’étant héritière de la victime, la jeune femme sera la suspecte numéro un, il aide Thelma à effacer tout ce qui pourrait la compromettre. Malgré tout elle est arrêtée et Marshall se retrouve chargé de requérir contre elle. À la suite de manigances et de maladresses de Marshall, Thelma est acquittée. Elle avoue alors à son amant qu’elle a bien tué sa tante. Quand elle rentre dans la luxueuse demeure dont elle a hérité, Tony Laredo l’y attend. Il a tout deviné et l’oblige à partir avec lui. Dans la voiture, Thelma saisit l’allume-cigare et l’enfonce dans l’œil de Laredo, la voiture roule dans un ravin et l’homme meurt dans l’accident. Thelma agonise à l’hôpital après avoir déclaré son amour à Marshall.

## Fiche technique
- Titre : La Femme à l'écharpe pailletée
- Titre original : The File on Thelma Jordon
- Réalisation : Robert Siodmak
- Scénario : Ketti Frings (en) d'après un roman de Marty Holland
- Photographie : George Barnes
- Montage : Warren Low
- Musique : Victor Young
- Direction artistique : Hans Dreier et Earl Hedrick
- Décors : Sam Comer et Bertram C. Granger
- Costumes : Edith Head
- Effets spéciaux : Gordon Jennings
- Producteur : Hal B. Wallis
- Société de production : Paramount Pictures
- Société de distribution : Paramount Pictures
- Pays de production :  États-Unis
- Langue : anglais
- Format : Noir et blanc — 35 mm — 1,37:1 — Son : Mono (Western Electric Recording)
- Genre : Film policier, Film noir
- Durée : 100 minutes
- Dates de sortie : 
  - Royaume-Uni : 4 novembre 1949
  - États-Unis :  18 janvier 1950
  - France : 24 novembre 1950
- Affiche : Boris Grinsson (France)

## Distribution
- Barbara Stanwyck (VF : Lita Recio) : Thelma Jordon
- Wendell Corey : Cleve Marshall
- Paul Kelly : Miles Scott
- Joan Tetzel : Pamela Marshall
- Stanley Ridges : Kingsley Willis
- Richard Rober : Tony Laredo
- Minor Watson : Juge Calvin Blackwell
- Barry Kelley : Procureur Pierce
- Kasey Rogers : Dolly
- Basil Ruysdael : Juge Hancock
- Jane Novak : Mme Blackwell
- Theresa Harris : Esther
- Gertrude Hoffmann : la tante Vera Edwards

Acteurs non crédités :
- Clancy Cooper : Chase
- Mary Gordon : Une femme de ménage
- Sam McDaniel : Un porteur
- Stephen Roberts : Jury Foreman